# Bob Feller
Robert William Andrew »Bob« Feller, znan tudi po vzdevkih »The Heater from Van Meter«. »Bullet Bob« in »Rapid Robert«, ameriški poklicni bejzbolist, * 3. november 1918, † 15. december 2010.
Feller je bil poklicni metalec, ki je med letoma 1936 in 1956 metal za ekipo Cleveland Indians.
Bil je pravi čudežni otrok, saj v nižjih podružnicah sploh ni igral in že pri sedemnajstih igral v ligi MLB, v kateri je osemnajst let preigral v dresu moštva iz Clevelanda. Njegovo igralsko pot je za štiri leta prekinilo služenje v 2. svetovni vojni. Je prvi metalec, ki je pred 21. letom starosti zmagal vsaj dvajsetkrat v sezoni, trikrat je tekmo zaključil brez dovoljenega udarca v polje, dvanajstkrat pa z le enim dovoljenim, s čimer je ob svoji upokojitvi še vedno držal rekorda. Leta 1948 je zmagal na Svetovni seriji in ekipi iz Clevelanda leta 1954 pomagal do rekordnih 111 zmag in jo popeljal vse do Svetovne serije. Ameriško ligo je šestkrat vodil v zmagah in sedemkrat v izločitvah z udarci. Leta 1946 je v eni sezoni z udarci izločil 348 odbijalcev, s čimer je postavil rekord, ki je stal še 27 let.
Ted Williams ga je oklical za »najhitrejšega in najboljšega metalca, s katerim sem se soočil..imel je najboljšo hitro žogo in oblinarko, ki sem jo kadarkoli videl«. Stan Musial je dejal, da je »najverjetneje najboljši metalec našega časa«. V Hram Slavnih bejzbola je bil v prvem poizkusu izvoljen leta 1962. Prav tako je bil prvi predsednik Zveze igralcev Glavne bejzbolske lige in se večkrat udeležil rekreativnih prijateljskih tekem, v katerih so sodelovali igralci iz lige MLB in iz Črnskih lig.